# Майское (Донецкая область)
Майское (укр. Майське) — село в Константиновской городской общине Краматорского района Донецкой области Украины.

## Общие сведения
Население по переписи 2001 года составляло 104 человека. Почтовый индекс — 85132. Телефонный код — 6272.